# Халіфа бін Заєд (стадіон)
Міжнародний стадіон імені шейха Халіфи (араб. ستاد الشيخ خليفة الدولي) — багатофункціональний стадіон у Аль-Айні, ОАЕ. Здебільшого стадіон використовується для футбольних матчів, також він є одним із домашніх полів клубу «Аль-Айн». Стадіон був побудований на 12 000 чоловік, а пізніше місткість була збільшена до 16 000.

## Історія
Одними з найбільш відомих заходів, які проводилися на стадіоні, є матчі групи E молодіжного чемпіонату світу з футболу 2003 року.
Пізніше стадіон приймав Кубок Азії 2019 року, на стадіоні пройшли шість матчів, включно з одним з матчів 1/8 фіналу.